# Vibank
Vibank es un pueblo canadiense situado en la provincia de Saskatchewan.

## Superficie
Vibank tiene una superficie de 0,71 km².

## Demografía
En 2021, tenía 386 habitantes, una densidad poblacional de 543 hab./km², y 181 viviendas.